# Анастасия Мискина
Анастасия Андреевна Мискина (на руски: Анастасия Андреевна Мыскина) е професионална тенисистка от Русия. През 2004 г. печели Ролан Гарос, ставайки първата рускиня, която печели турнир от Големия шлем. След тази победа тя става номер 3 в ранглистата на WTA и първата руска тенисистка достигала топ три в историята на ранглистата. През септември 2004 достига до втора позиция, но не играе професионален тенис от 2007 г., като казва че не знае дали ще се завърне.